# Luiz Felipe
Luiz Felipe Ramos Marchi (Colina, 22 maart 1997) is een Braziliaans-Italiaans voetballer die doorgaans als centrale verdediger speelt. Hij verruilde SS Lazio in juli 2022 voor Real Betis. Luiz Felipe debuteerde in 2022 in het Italiaans voetbalelftal.

## Clubcarrière
SS Lazio scoutte Luiz Felipe in 2016 bij Ituano, waarmee hij toen in de Série D speelde. De Italianen verhuurden hem meteen aan US Salernitana. Hier kon hij een jaar ervaring opdoen in de Serie B. Na zijn terugkeer, sloot hij aan bij de selectie van Lazio.
Luiz Felipe kwam in zijn eerste twee seizoenen bij Lazio tot 18 en 17 wedstrijden in de Serie A. Daarnaast speelde hij in die tijd 15 wedstrijden in de Europa League. Lazio en hij bereikten daarin in 2017/18 de kwartfinales. Hij won in 2018/19 de Coppa Italia met zijn ploeggenoten, waarbij hij zowel de halve finale als de finale van begin tot eind tot het veld stond. Luiz Felipe speelde zich in 2019/20 in de basis bij Lazio, maar miste een aanzienlijk deel van 2020/21 vanwege een enkelblessure. Hij kwam dat seizoen wel voor het eerst uit in de Champions League. Eenmaal hersteld van zijn enkelklachten, ging hij in 2021/22 weer tot het basiselftal behoren.
Nadat zijn contract bij Lazio afliep, tekende Luiz Felipe in juli 2022 voor vijf jaar bij Real Betis. Dat contract deed hij echter niet uit, na amper één seizoen vertrok Felipe bij Betis om voor het Saoedische Al Ittihad uit Jeddah te gaan spelen. Betis ontving naar verluidt 22 miljoen euro voor de transfer.

## Interlandcarrière
Luiz Felipe speelde twee keer voor Brazilië –20 en twee keer voor Brazilië –23. Omdat een voorvader van hem van origine Italiaans was, was hij gerechtigd om in te gaan op een oproep voor het Italiaans voetbalelftal. Zodoende maakte hij op 14 juni 2022 zijn debuut in de Italiaanse nationale ploeg. Bondscoach Roberto Mancini liet hem toen een minuut voor rust invallen voor Matteo Politano in een met 5–2 verloren wedstrijd in de UEFA Nations League tegen Duitsland.

## Erelijst
| Coppa Italia | 1x | 2018/19          |
| Supercoppa   | 2x | 2017/18, 2019/20 |